# Međunarodni euharistijski kongres
Međunarodni euharistijski kongres je međunarodno okupljanje katolika s ciljem promicanja svijesti o središnjem mjestu euharistije u životu i poslanju Katoličke Crkve. Održava se svake četiri godine.
Široki program Kongresa uključuje druge liturgijske događaje, katehezu, svjedočanstva i radne skupine u tjednu Kongresa s ciljem isticanja pažnje za društvenu zauzetost i društveni vid euharistije. U središtu djelokruga Kongresa nalazi se dnevno slavljenje euharistije.
Za pripremu, organizaciju i provedbu smjernica Kongresa unutar Crkve nadležan je Papinski odbor za međunarodne euharistijske kongrese.
Prvi kongres održan je u lipnju 1881. u Lilleu, a prvi izvan Europe održao se u svibnju 1893. u Jeruzalemu, kao 8. kongres po redu.

## Pogledajte i:
- Svjetski dan mladih
- Nacionalni euharistijski kongres